# Surinaamse parlementsverkiezingen 2020/Kandidatenlijst/Para
Dit is de lijst van kandidaten voor de Surinaamse parlementsverkiezingen in 2020 in Para. De verkiezingen vinden plaats op 25 mei 2020.
De onderstaande deelnemers kandideren op grond van het districten-evenredigheidsstelsel voor een zetel in De Nationale Assemblée. Elk district heeft een eigen lijsttrekker. Los van deze lijst vinden tegelijkertijd de verkiezingen van de ressortraden plaats. Daarvoor geldt het personenmeerderheidsstelsel. De kandidaten voor de ressortraden staan hieronder niet genoemd.

## Kandidaten
Hieronder volgen de kandidatenlijsten op alfabetische volgorde per politieke partij.

### Algemene Bevrijdings- en Ontwikkelingspartij(ABOP) /Pertjajah Luhur(PL)
1. Ramon Koedemoesoe (ABOP)
2. Jo-an Xiomara Sampono (PL)
3. Marlène Joden (ABOP)

### Alternatief 2020(A20)
1. Fairouz Fredison
2. Peggy Pasiran
3. Terence Panka

### Broederschap en Eenheid in de Politiek(BEP)
1. Guceni With
2. Juanita Draaibas-Jubithana
3. Neman Aloeboetoe

### Democratie en Ontwikkeling in Eenheid(DOE)
1. Glenn Georgetin
2. Floreen Barron-Stuger
3. Romeo de Vlugt

### Democratisch Alternatief '91(DA'91)
1. Echo Roos
2. Christel Koningsverdraag

### Hervormings- en Vernieuwingsbeweging(HVB)
1. Clyde Wongsoprajitno
2. Dora Baisie
3. Sonny Holwijn

### Nationale Democratische Partij(NDP)
1. Patrick Kensenhuis
2. Jennifer Vreedzaam
3. Glenn Sapoen

### Nationale Partij Suriname(NPS)
1. Richard Slijters
2. Sheila Inge
3. Paimin Ngadimin

### Partij voor Recht en Ontwikkeling(PRO) /Amazone Partij Suriname(APS)
1. Theo Jubitana
2. Idris Fredison
3. Carlos Pique

### Surinaamse Partij van de Arbeid(SPA)
1. Nogitsia Selitha Adiembo
2. Nalinie Anjana Jarbandhan Devi
3. Joan Carmen Apau

### Volkspartij voor Vernieuwing en Democratie(VVD)
1. Hans Sabajo
2. Siela Ronoidjojo

### Vooruitstrevende Hervormings Partij(VHP)
1. Aleandro Karwofodi
2. Desmond MacNack
3. Soeshma Bahadoer

Kandidaten per partij: A20 · 
ABOP · 
BEP · 
DA'91 · 
DNW · 
DOE · 
HVB · 
NDP · 
NPS · 
PALU · 
PL · 
PRO/APS · 
SDU · 
SPA · 
STREI! · 
VHP · 
VVD
Kandidaten per district: Brokopondo · 
Commewijne · 
Coronie · 
Marowijne · 
Nickerie · 
Para · 
Paramaribo · 
Saramacca · 
Sipaliwini · 
Wanica